# Orden de la República Federal
La Orden de la República Federal es una de los dos órdenes de mérito establecidas por la República Federal de Nigeria en 1963. Es superior a la Orden del Níger.
El honor más alto es la Gran Estrella de la Orden de la República Federal (GSFR), que todavía no ha sido otorgada. Los siguientes grados de la orden son el de Gran Comandante de la Orden de la República Federal (GCFR) y Gran Comandante de la Orden del Níger (GCN), que se entregan al presidente y vicepresidente de la República de Nigeria, respectivamente. El presidente del Tribunal Supremo y el presidente del Senado también son miembros cualificados y de oficio de la Orden del Níger.
Los nigerianos han seguido el ejemplo de los británicos en la forma y la estructura de la Orden. También hay nombramientos nominales para el ingreso en la Orden de la República Federal. Existe una División Civil y una División Militar de la Orden. La cinta de la segunda división tiene una pequeña línea roja en el medio.

## Grados
La orden tiene siete grados:
- Gran Estrella de la Orden de la República Federal (GSFR)
- Gran Comandante de la Orden de la República Federal (GCFR)
- Comandante de la Orden de la República Federal (CFR)
- Oficial de la Orden de la República Federal (OFR)
- Miembro de la Orden de la República Federal (MFR)
- Medalla 1.ª clase de la Orden de la República Federal (1.ª Clase FR)
- Medalla 2.ª clase de la Orden de la República Federal (2.ª Clase FR)

## Receptores

### Gran Estrella de la Orden de la República Federal (GSFR)
Tiene todavía para ser otorgado

### Gran Comandante de la Orden de la República Federal (GCFR)
- Akihito
- Obafemi Awolowo
- Nnamdi Azikiwe
- Muamar el Gadafi
- Haile Selassie
- Nelson Mandela
- Olusegun Obasanjo
- Goodluck Jonathan
- Muhammadu Buhari
- Reina Isabel II

### Comandante del Orden de la República Federal (CFR)
- Clement Isong
- Aliko Dangote